# 28390 Demjohopkins
28390 Demjohopkins este un asteroid din centura principală de asteroizi.

## Descriere
28390 Demjohopkins este un asteroid din centura principală de asteroizi. A fost descoperit pe 13 mai 1999 la Socorro, New Mexico, în cadrul proiectului LINEAR. Asteroidul prezintă o orbită caracterizată de o semiaxă mare de 2,25 ua, o excentricitate de 0,17 și o înclinație de 5,3° în raport cu ecliptica.